# ハレーション (たむらぱんの曲)
「ハレーション」は、日本の歌手たむらぱんの1枚目のシングルである。2008年7月23日発売。発売元はコロムビアミュージックエンタテインメント。

## 概要
- メジャーデビュー後初となるシングル。タイトルは「晴れ」と「バケーション」を合わせた造語。
- 初回生産分のみPケースの“ヒンジ”部分に「綿棒」が入る『バケーション仕様』。

## 収録曲
1. ハレーション[4:20]
作詞・作曲：Ayumi Tamura
2. きみとぼく[3:51]
作詞・作曲：Ayumi Tamura
3. グランパ[4:35]
作詞・作曲：Ayumi Tamura

## 収録アルバム
- オリジナル『ノウニウノウン』（2009年6月3日）

## タイアップ
- ハレーション：TBS系「COUNT DOWN TV」オープニングテーマ